# 延根
延根是德国巴伐利亚州的一个市镇。总面积33.75平方公里，总人口2363人，其中男性1206人，女性1157人（2011年12月31日），人口密度70人/平方公里。